# Tr16-244
Tr16-244 è un sistema triplo nella costellazione della Carena, situato a circa 7 500 anni luce di distanza dal Sole. 
Il sistema è costituito da una stella binaria i cui componenti sono così vicini che prima che il telescopio spaziale Hubble lo fotografasse, si riteneva che fosse una stella singola, e un terzo componente che orbita attorno al sistema binario a una distanza considerevole – il suo periodo orbitale è di decine o centinaia di migliaia di anni. 
Il sistema appartiene all'ammasso aperto Trumpler 16 all'interno della Nebulosa della Carena.